# 奥西皮 (新罕布什尔州)
奥西皮（Ossipee）位于美国新罕布什尔州东部，是卡罗尔县的县治所在，面积195平方公里。根据2000年美国人口普查，共有4,211人，其中白人占97.96%。